# Rotach (Wörnitz)
Die Rotach ist ein rund 20 km langer kleiner Fluss im nordöstlichen Baden-Württemberg im Landkreis Schwäbisch Hall und im Ostalbkreis sowie zuletzt im bayerischen Mittelfranken im Landkreis Ansbach, der nach einem meist südlichen bis östlichen Lauf bei Wilburgstetten von rechts in die mittlere Wörnitz mündet. Auf dem letzten Abschnitt ihres Laufes in Bayern wird ihr Name Rothach geschrieben.

## Geographie

### Quellbäche
Die Rotach hat zwei Quelläste, die im Südwesten und Süden des Fichtenauer Weilers Neustädtlein nahe der Trasse der A 7 am Ostrand des Waldgebietes Mooslache entstehen. Der längere und einzugsgebietsreichere linke Quellast ist der Rotbach, der rechte heißt wie der Lauf ab ihrem Zusammenfluss Rotach.

#### Quellast Rotbach
Der Rotbach entsteht etwa einen halben Kilometer südwestlich der an der Anschlussstelle AS 112 Dinkelsbühl/Fichtenau die A 7 über eine Brücke querenden L 2218 in einer schmalen, westlich in den Wald hineinragenden Flurbucht auf etwa 501 m ü. NHN. Er fließt östlich unter der Autobahn hindurch aus dem Wald aus, durchläuft, nachdem er auch noch eine Kreisstraße von Neustädtlein im Norden her gequert hat, südlich des Weilers den über 2 ha großen Beißerweiher und wendet sich dann zwischen den Weilern Rötlein rechts sowie Neustädtlein und dann Bernhardsweiler links immer mehr auf Südlauf, dabei eine Handvoll etwas kleinerer Weiher durchziehend. Gleich nach der an einem kurzen Zulauf von Bernhardsweiler her stehenden Felsenmühle mündet er auf 480 m ü. NHN in den wiederum über 2 ha großen Hammerweiher, in welchem ihn der Namens-Oberlauf erreicht. Der Rotbach ist 2,7 km lang und entwässert ein 2,5 km² großes Teileinzugsgebiet.

#### Quellast Rotach
Der Rotach-Quellast selbst entsteht rund 700 Meter westlich von Rötlein am Waldrand noch diesseits der Autobahn auf etwa 497 m ü. NHN. Er fließt durchwegs ostsüdöstlich, durchquert dabei Rötlein und mündet dann ebenfalls auf 480 m ü. NHN nahe der Felsenmühle nach einem Lauf von 1,8 km in den Hammerweiher, dem er die Wasserspende aus seinem Teileinzugsgebiet von 1,1 km² zuführt.

### Weiterer Verlauf
Nach seinem Austritt in Richtung Süden aus dem Hammerweiher durchläuft der Bach den unmittelbar anschließenden Mühlweiher der Hammermühle, wo erstmals mit dem Dinkelsbühler Gemeindeholz bayerisches Gebiet linksseits fast bis ans Ufer reicht. Dieser See wird anscheinend, wie die zwei bald im Lauf folgenden auch, Storchweiher genannt. Der untere und größte der drei ist 2,2 ha groß und liegt am Dorfrand von Lautenbach, in die rechte Seebucht mündet der Lautenbach, der erste der hinfort vor allem von rechts zulaufenden längeren Nebenbäche.
Unterirdisch aus dem See abfließend, quert die Rotach noch im Ortsbereich die Kreisstraße K 2646 von Wildenstein nach Buckenweiler. Auf den nächsten anderthalb Kilometern durchfließt der Bach zwei weitere, kleinere Mühlweiher, denen jeweils zwei kleine rechte Zuflüsse folgen, nach dem letzten durchläuft der Bach den Weiler Oberdeufstetten und dann das bedeutendere, größtenteils rechtsseits liegende Dorf Unterdeufstetten, in dem ihn die K 2647 in Richtung Dinkelsbühl quert. Wenig unterhalb des Ortes läuft aus dem Westnordwesten der bei Matzenbach entstandene Holzbach zu, danach schwenkt die Rotach, von der L 1070 rechts begleitet, durch eine Waldenge hindurch ihren Lauf langsam nach links. Im Auweiher fließt dabei der bei Georgenstadt entstehende lange Gerbach von Südwesten zu.

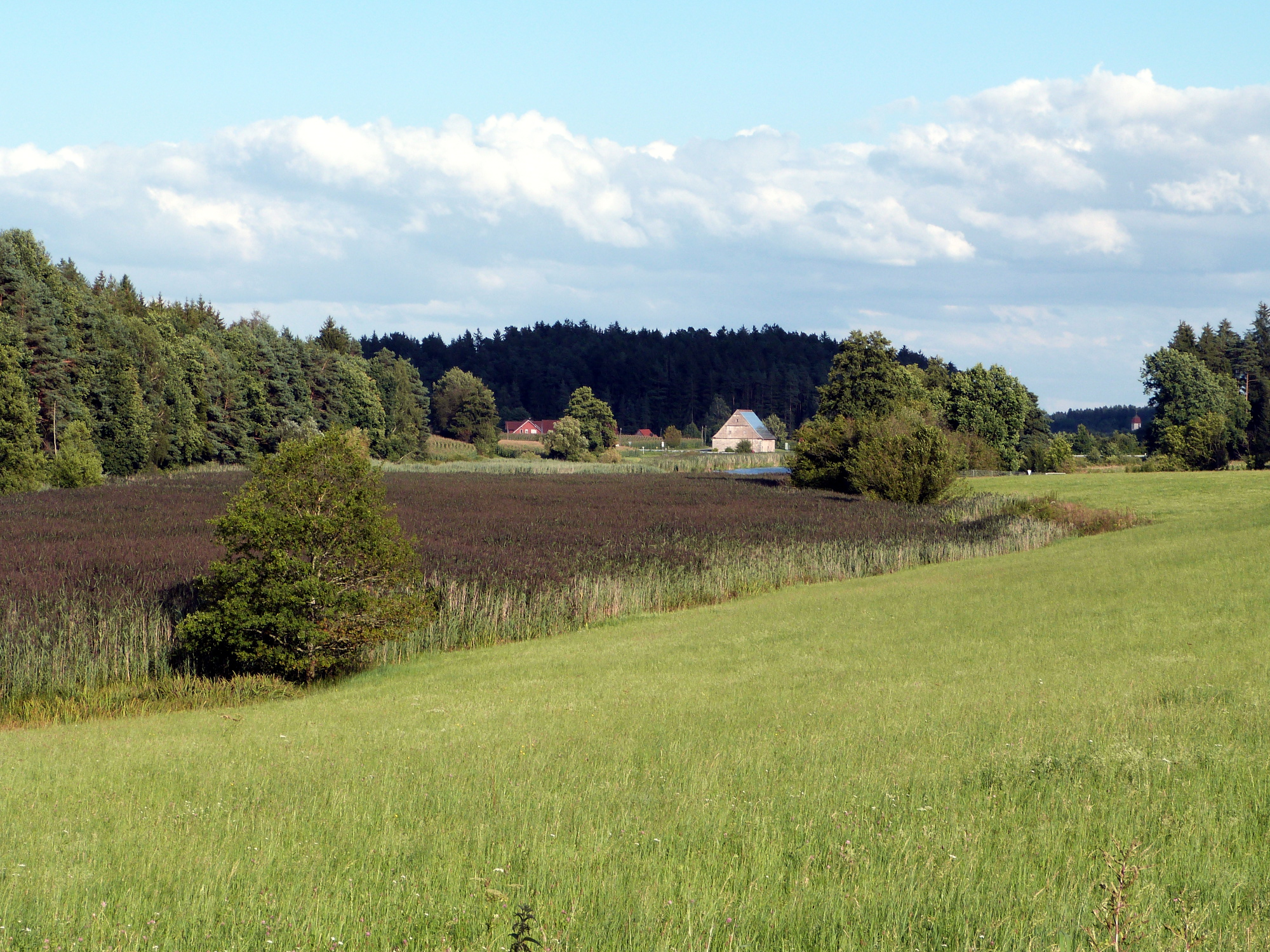
Der Auweiher – einer der vielen Seen im Lauf und im Einzugsgebiet der Rotach. Blick etwa ostwärts über die Verlandungszone und den See.

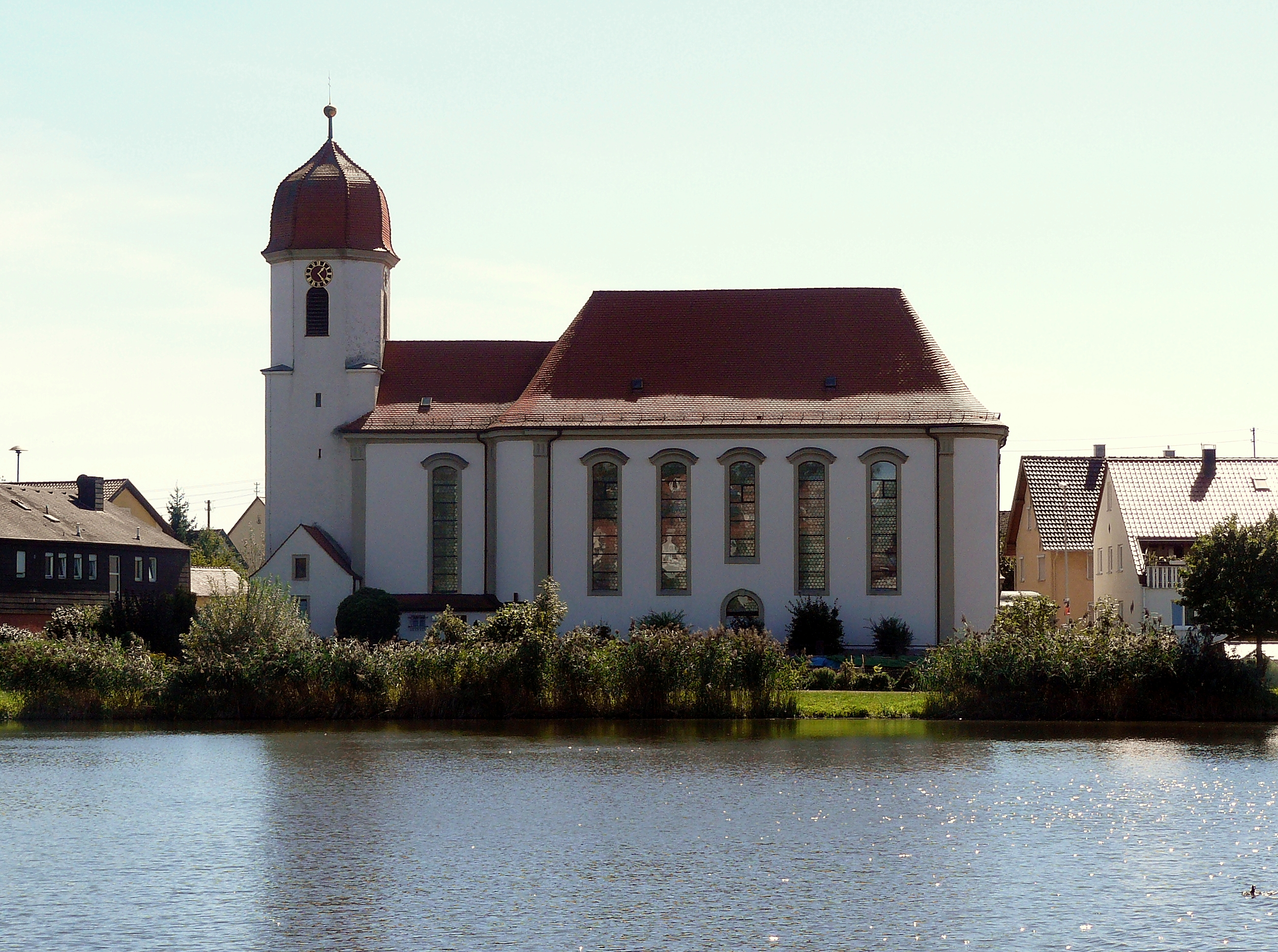
Blick südwärts über den Wörter Mühlweiher auf die katholische Kirche

Der Weiler Aumühle am von der L 2220 genutzten Seedamm gehört schon zur Gemeinde Wört im Ostalbkreis, hinter ihm zieht die Rotach wie schon ein Stück vor dem See durch feuchte Wiesen ostsüdöstlich auf das Dorf Wört zu, das rechts an einer weiteren Mühlweiheraufstauung des kleinen Flusses liegt, gegenüber von Bösenlustenau auf dem linken Hang. In den Mühlweiher ergießt sich durch Wört hindurch der Konradsbronner Bach, der Abfluss teilt sich auf in die ausfließende Rotach an der rechten Talseite und einen Mühlkanal an der linken. Abwärts des Dorfes setzt sich die Talstraße als K 2385 fort und passiert nach gut einem halben Kilometer den Sandfeldweiher, an dessen anderer Seite die Rotach vorbeifließt und dabei den zuletzt mit dem Mühlkanal vereinten Frauenbach aufnimmt, nunmehr ein erster längerer Zufluss auch von links, der in Bayern bei Wolfertsbronn entsteht.
Gleich nach dem Weiher mündet wieder von Südwesten der lange Spitalbach, der ein großes Waldgebiet zwischen Konradsbronn und Hintersteinbach entwässert. Der nach nur wenigen und kleinen Wohnplätzen am Lauf anderthalb Kilometer weiter abwärts ebenfalls von Südwesten her zufließende Meizenbach entsteht nahe dem letztgenannten Ort. Der Berlisbach, ein letzter großer Zufluss aus dieser Richtung noch in Baden-Württemberg, mündet beim nunmehr zur Gemeinde Stödtlen gehörenden Maxenhof, dann wechselt die Rotach nach dem Stödtlener Dorf Regelsweiler in den bayerischen Landkreis Ansbach hinüber, in dem sie Rothach genannt wird, und durchläuft das größtenteils rechtsseits liegende, mit Regelsweiler zusammengebaute Dorf Mönchsroth. Darin mündet mit dem Katzenbach der vorletzte der großen rechten Zuflüsse, deren Folge mehr als zwei Kilometer weiter abwärts an der Gemeindegrenze zu Wilburgstetten der Höllbach beschließt.
Dort ist der kleine Fluss inzwischen auf zuunterst nordöstliche Laufrichtung geschwenkt, passiert bald das am rechten Ufer liegende Dorf Wilburgstetten, wird dabei auf einem Damm von der B 25 überquert und mündet dann auf 432 m ü. NHN von rechts in den Mittellauf der dort ostwärts fließenden Wörnitz. Die Rotach ist der drittlängste Zufluss der Wörnitz.

### Einzugsgebiet
Die Rotach hat ein Einzugsgebiet von 87,5 km² Größe. Es liegt, naturräumlich gesehen, größtenteils im Dinkelsbühler Hügelland, einem Teil des Unterraums Dinkelsbühler und Feuchtwanger Hügelland des Mittelfränkischen Beckens; ein nur schmaler Gebietssaum am Südrand gehört zu den Pfahlheim-Rattstädter Liasplatten, einem Teil des Härtsfeldvorlandes im Vorland der östlichen Schwäbischen Alb. Dort liegt auch an der Südwestecke des Einzugsgebietes auf dem Gipfel des Hornbergs nahe Ellenberg der mit 584,2 m ü. NHN höchste Punkt.
Das Einzugsgebiet hat ungefähr die Gestalt einer nach Nordosten offenen Sichel. Auf ungefähr dem ersten Drittel ihres Laufes fließt die Rotach südwärts, in noch etwa drei Kilometern Abstand zur Schichtstufe des Schwarzjura bei Ellenberg wechselt sie recht schnell auf Ostlauf parallel zu dieser in der Landschaft gut ausgeprägten, sich lange in dieser Richtung ziehenden Stufe, zu der sie nun einen recht konstanten Abstand von höchstens etwa vier Kilometern hält. Von dort laufen ihr auch die meisten ihrer größeren Zuflüsse zu. Die linken werden in diesem Bereich wegen der weniger weit entfernten und auch tieferen nördlichen Wasserscheide zur in immer spitzerem Winkel sich nähernden Wörnitz immer kürzer. Auffällig ist auch, dass keiner der Zuflüsse, wie etwa bei der rheinischen Jagst im Westen und Süden oft der Fall, dem aufnehmenden Fluss unter stumpfem Winkel zustrebt. Im Einzugsgebiet gibt es sehr viele Teiche, die oft in Ketten entlang der Rotach und ihrer Nebenflüsse liegen, die größten haben über 3 ha Fläche.
Das Einzugsgebiet der Rotach liegt zwischen den Läufen der beiden großen Nachbarflüsse, der aufnehmenden und näheren Wörnitz im Nordosten und der weiter entfernten Jagst im Westen. Nördlich der Wasserscheide entwässert die Zwergwörnitz zu Wörnitz, im Nordosten der Walkenweiherbach, gegen Osten zu ist dann die Wörnitz selbst der nächste jenseitige Wasserlauf von einiger Bedeutung. Im Osten läuft unterhalb der Rotachmündung der Hasselbach nordwärts zur Wörnitz, im Südosten die Schneidheimer Sechta zur Eger, die viel weiter abwärts durchs Ries ebenfalls die Wörnitz erreicht. Die übrigen Konkurrenten streben alle zur Jagst, nämlich im Süden jenseits der prägnanten Schichtstufe des Schwarzjuras die Röhlinger Sechta, im Südwesten der Fischbach und im Westen die Rechenberger Rot. Der gesamte Abschnitt der Wasserscheide von Süden bis Westen ist Teil der Europäischen Hauptwasserscheide zwischen Donau und Schwarzem Meer diesseits und Rhein und Nordsee jenseits.
Die Rotach läuft in den Gemeindegebieten von Fichtenau im Landkreis Schwäbisch Hall, dann von Wört, unterbrochen von einer kleinen Gebietszunge der Ellenberger Gemarkung, und Stödtlen, die alle drei im Ostalbkreis liegen. Nach ihrem Übertritt aus Baden-Württemberg nach Bayern durchläuft sie zuletzt die Gemeindegebiete von Mönchsroth und von Wilburgstetten, beide im Landkreis Ansbach. Am Einzugsgebiet hat außer den schon genannten die Stadt Dinkelsbühl mehrfach einen Anteil linksseits des Flusslaufes, der letzte vor Regelsweiler und dem Übertritt der Rotach nach Bayern reicht sogar auf kurzem Abschnitt bis ans linke Ufer.

### Zuflüsse
| Name                                    | GKZ              | Seite  | Stat. m | Länge km  | EZG km²   | Mündung Ort                                          | m ü. NHN | Ursprung Ort                                  | m ü. NHN |
| --------------------------------------- | ---------------- | ------ | ------- | --------- | --------- | ---------------------------------------------------- | -------- | --------------------------------------------- | -------- |
| Rotbach                                 | 11818(-111)      | links  | 18.163  | ca. 2,7   | ca. 2,5   | ⊙ im Hammerweiher bei Fichtenau-Felsenmühle          | 480      | ⊙ nahe AS Dinkelsbühl/Fichtenau an A 7        | 501      |
| Lautenbach                              | 11818-114        | rechts | 17.199  | ca. 2,0   | ca. 1,9   | ⊙ im unteren Storchenweiher bei Fichtenau-Lautenbach | 474      | ⊙ Hagenbuschweiher nahe Fichtenau-Wildenstein | 495      |
| Aschfeldweihergraben                    | 11818-116        | rechts | 16.279  | ca. 1,3   | ca. 0,6   | ⊙ nach Fichtenau-Ölmühle                             | 466      | ⊙ bei Wildenstein                             | 497      |
| Hurlesweihergraben                      | 11818-1172       | rechts | 15.708  | ca. 1,2   | ca. 1,0   | ⊙ im Mühlweiher bei Fichtenau-Oberdeufstetten        | 465      | ⊙ Kohlweiher bei Wildenstein                  | 488      |
| Zigeunerbach                            | 11818-1174       | rechts | 15.186  | ca. 0,6   | ca. 0,4   | ⊙ bei Fichtenau-Unterdeufstetten                     | 461      | ⊙ Teich bei Unterdeufstetten                  | 480      |
| Stadtweiherwiesengraben                 | 11818-1176       | links  | 15.156  | ca. 1,0   | ca. 0,6   | ⊙ in Unterdeufstetten                                | 461      | ⊙ Holzfeld bei Unterdeufstetten               | 494      |
| Holzbach                                | 11818-118        | rechts | 13.926  | ca. 2,6   | ca. 2,9   | ⊙ Kläranlage nach Unterdeufstetten                   | 456      | ⊙ bei Fichtenau-Matzenbach                    | 490      |
| Gerbach                                 | 11818-12         | rechts | 12.674  | ca. 4,5   | ca. 6,7   | ⊙ letzter Gerhofer Auweiher vor Wört-Aumühle         | 454      | ⊙ Krummet bei Ellenberg-Georgenstadt          | 520      |
| (Unterwasser-Mühlkanal von der Aumühle) | 11818-1392       | links  | 10.816  | ca. 1,5   | ca. 3,6   | ⊙ im Mühlweiher von Wört                             | 450      | ⊙ bei der Aumühle                             | 454      |
| Konradsbronner Bach                     | 11818-14         | rechts | 10.782  | ca. 4,1   | ca. 4,9   | ⊙ im Mühlweiher von Wört                             | 450      | ⊙ Kleeberg bei Ellenberg                      | 510      |
| (Graben entlang dem Auchtfeld)          | 11818-15?        | rechts | 10.220  | ca. 1,1   | ca. 0,6   | ⊙ Ostrand Wört                                       | 448      | ⊙ Breite bei Wört                             | 467      |
| Wolfertsbronner Bach/Frauenbach         | 11818-16         | links  | 09.472  | ca. 3,9   | ca. 5,2   | ⊙ bei Wört-Jammermühle                               | 447      | ⊙ bei Dinkelsbühl-Wolfertsbronn               | 485      |
| Spitalbach                              | 11818-18         | rechts | 09.346  | ca. 4,3   | ca. 2,0   | ⊙ bei der Jammermühle                                | 445      | ⊙ Brandhalde bei Ellenberg                    | 530      |
| (Mühlkanal Königsroter Mühle)           | 11818-192        | links  | 07.833  | ca. 1,2   | ca. 0,9   | ⊙ bei Wört-Grobenhof                                 | 443      | ⊙ bei Wört-Königsroter Mühle                  | 444      |
| Meizenbach                              | 11818-2          | rechts | 07.761  | ca. 5,7   | ca. 8,2   | ⊙ nahe Wört-Pfladermühle                             | 443      | ⊙ Apfelbrunnen bei Ellenberg-Hintersteinbach  | 490      |
| Lohgraben                               | 11818-32         | rechts | 06.486  | ca. 1,0   | ca. 0,5   | ⊙ vor Stödtlen-Maxenhof                              | 440      | ⊙ Judenholz bei Wört-Springhof                | 457      |
| Aalbach                                 | 11818-34         | links  | 05.480  | ca. 1,4   | ca. 0,4   | ⊙ gegenüber Maxenhof                                 | 440      | ⊙ im Wald Egart                               | 442      |
| Hofwiesengraben/Otterbach               | 11818-35?        | links  | 05.378  | ca. 3,4   | ca. 3,9   | ⊙ gegenüber Maxenhof                                 | 440      | ⊙ bei Dinkelsbühl-Langensteinbach             | 481      |
| Berlisbach                              | 11818-4          | rechts | 04.996  | ca. 6,4   | ca. 8,2   | ⊙ bei Maxenhof                                       | 439      | ⊙ Weinberg bei Stödtlen-Birkenzell            | 525      |
| Mühlwiesengraben                        | 11818-52         | rechts | 04.326  | ca. 0,4   | ca. 0,1   | ⊙ gegenüber Stödtlen-Regelsweiler                    | 438      | ⊙ gegenüber Stödtlen-Winterhof                | 440      |
| Jungholzgraben                          | 11818-5?         | links  | 04.218  | ca. 1,5   | ca. 0,6   | ⊙ gegenüber Regelsweiler                             | 438      | ⊙ bei Mönchsroth-Hasselbach                   | 464      |
| Gaugengraben/Katzenbach                 | 11818-62 11818-6 | rechts | 03.191  | ca. 5,2   | ca. 7,7   | ⊙ in Mönchsroth                                      | 437      | ⊙ Weiherlesberg bei Stödtlen-Dambach          | 505      |
| Rothachwiesengraben                     | 11818-71?        | links  | 03.166  | ca. 0,8   | ca. 0,5   | ⊙ gegenüber Mönchsroth                               | 437      | ⊙ gegenüber Regelsweiler                      | 440      |
| Schindgraben                            | 11818-72         | rechts | 02.593  | ca. 1,5   | ca. 1,6   | ⊙ bei Kläranlage Mönchsroth                          | 435      | ⊙ Maihinger Schlag bei Mönchsroth             | 450      |
| Grundgraben                             | 11818-73?        | links  | 01.701  | ca. 0,5   | ca. 0,2   | ⊙                                                    | 435      | ⊙ Gernhut bei Mönchsroth                      | 440      |
| Braunbach/Höllbach                      | 11818-8          | rechts | 00.758  | ca. 5,8   | ca. 8,3   | ⊙ bei Wilburgstetten-Höllmühle                       | 434      | ⊙ Klingenbrunnen bei Tannhausen               | 510      |
| Rotach                                  | 11818-112 11818  | n. a.  | 00.000  | ca. 020,8 | ca. 087,2 | ⊙ bei Wilburgstetten                                 | 432      | ⊙ nahe A 7 bei Fichtenau-Rötlein              | 497      |

Nachweise siehe im Hauptartikel.

### Ortschaften
Ortschaften am Lauf mit ihren Zugehörigkeiten. Nur die Namen tiefster Schachtelungsstufe bezeichnen Siedlungsanrainer.
- Land Baden-Württemberg
  - Landkreis Schwäbisch Hall
    - Gemeinde Fichtenau
      - Neustädtlein (Weiler mit Gewerbegebiet, links in etwas Abstand)
      - Rötlein (Weiler, rechts in etwas Abstand)
      - Bernhardsweiler (Weiler, links in etwas Abstand)
      - Felsenmühle (Wohnplatz, links)
      - Hammermühle (Wohnplatz, rechts)
      - Lautenbach (Dorf, überwiegend rechts)
      - Ölmühle (Wohnplatz)
      - Oberdeufstetten (Weiler)
      - Unterdeufstetten (Dorf, überwiegend rechts)

  - Ostalbkreis
    - Gemeinde Wört
      - (zunächst keine Besiedlung am Lauf)

    - Gemeinde Ellenberg
      - (keine Besiedlung am Lauf)

    - Gemeinde Wört
      - Aumühle (Weiler, links)
      - Wört (Dorf)
      - Jammermühle (Weiler, links in etwas Abstand)
      - Königsroter Mühle (Weiler, links)
      - Pfladermühle (Weiler, rechts in etwas Abstand)
      - Grobenhof (Weiler, links)
      - Springhof (Weiler, rechts)
      - Grünstädt (Weiler, rechts)

    - Gemeinde Stödtlen
      - Maxenhof (Hof, rechts)
      - Kaltenwag (Hof, links)
      - Winterhof (Hof, rechts)
      - Regelsweiler (Dorf, rechts)
- Land Bayern
  - Landkreis Ansbach
    - Gemeinde Mönchsroth
      - Mönchsroth (Pfarrdorf, überwiegend rechts)

    - Gemeinde Wilburgstetten
      - Wilburgstetten (Pfarrdorf, fast nur rechts)

## Geologie
Beide Oberlaufzweige Rotach wie Rotbach beginnen im Kieselsandstein (Hassberge-Formation), in dessen Schichthöhe der Lauf der Rotach bis fast Wört verbleibt. Die Ausdehnung des Kieselsandsteins beidseits und oberhalb der Talmulde beginnt sich bald zu verengen und von den beiden Wasserscheiden her nimmt oberhalb eines schmalen Randstreifens von Oberen Bunten Mergeln (Mainhardt-Formation) der in Ablagerungsfolge noch höhere Stubensandstein (Löwenstein-Formation) immer größere Flächen ein. Dieser erstreckt sich schon etwas vor Wört bis an den Trauf der Talmulde und verdrängt den Kieselsandstein unterhalb der Pfladermühle ganz.
Entlang der südwestlichen und westlichen Wasserscheide reicht das mesozoische Schichtenpaket über die örtlich oberste Keuper-Schicht des Knollenmergels (Trossingen-Formation) bis in den unteren Schwarzjura, der allerdings nur einen schmalen Randstreifen am oberen Hangknick einnimmt.
Die Talachsen von Rotach und ihrer großen Zuflüsse sind auf langen Strecken von quartärem Schwemmland erfüllt. Davon beginnen die holozänen Auensedimente entlang dem Hauptfluss schon beidseits der beiden Oberläufe und ziehen sich flussabwärts wenigstens bis zur Landesgrenze. Zwischen der Schichtstufe im Süden und dem östlich laufenden Talabschnitt liegen auf weiten Flächen auch Terrassensedimente.

## Grundwassernutzung
Längs der östlich laufenden Talmulde der unteren Rotach ist vom zulaufenden Gerbach bis zum Westrand von Regelsweiler ein 692 ha großes Wasserschutzgebiet eingerichtet. Auf einer Länge von fast 7,5 Kilometern schützt es die Talaue des Flusses und anschließende Hänge auf einer Gesamtbreite von bis zu 1,7 km. Hier gewinnt der Zweckverband RiesWasserVersorgung aus 11 seiner 15 Tiefbrunnen – 2 weitere liegen im zulaufenden Gerbach-Tal – den überwiegenden Teil seines selbstgewonnenen Anteils an Trinkwasser aus dem Kieselsandstein der Löwenstein-Formation, den die Brunnen alle durchteufen. Die Sohle dieses genutzten Grundwasserleiters dichten Tonsteine der Oberen Bunten Mergel (Mainhardt-Formation) ab.
Das Wasserwerk liegt bei der Wörter Pfladermühle. Allein aus den 13 Tiefbrunnen im Einzugsgebiet der Rotach – die 2 restlichen liegen deutlich westlich davon im Einzugsgebiet der Jagst am Kressbach auf Ellwanger Stadtgemarkung und liefern pro Brunnen weniger – wurden etwa im Jahre 2007 2.200.000 m³ entnommen, also im Mittel 70 l/s. Der größte Teil des gelieferten Wassers stammt aus Eigenproduktion, geliefert wird es zu einem großen Teil nach außerhalb, das Rotach-Einzugsgebiet exportiert also netto Grundwasser.

### LUBW
Amtliche Online-Gewässerkarte mit passendem Ausschnitt und den hier benutzten Layern: Lauf und Einzugsgebiet der Rotach

Allgemeiner Einstieg ohne Voreinstellungen und Layer: Daten- und Kartendienst der Landesanstalt für Umwelt Baden-Württemberg (LUBW) (Hinweise)
1. ↑  Höhe nach dem Höhenlinienbild auf dem Hintergrundlayer Topographische Karte.
2. 1 2 3 4  Länge nach dem Layer Gewässernetz (AWGN).
3. ↑  Einzugsgebiet nach dem Layer Aggregierte Gebiete 05.
4. 1 2  Einzugsgebiet nach dem Layer Basiseinzugsgebiet (AWGN).
5. ↑  Schutzgebiete nach den einschlägigen Layern, Natur teilweise nach dem Layer Biotop.

### BayernAtlas („BA“)
Amtliche Online-Karte mit passendem Ausschnitt und den hier benutzten Layern: Lauf und Einzugsgebiet der Rotach

Allgemeiner Einstieg ohne Voreinstellungen und Layer: BayernAtlas der Bayerischen Staatsregierung (Hinweise)
1. ↑  Höhe nach blauer Beschriftung auf dem Hintergrundlayer Amtliche Karte.
2. ↑  Geologie nach dem Layer Geologischen Karte 1:500.000. Die Schichten sind im bayerischen Teil des Einzugsgebietes auf diesem Layer weniger differenziert, dort wird seitlich der Talmulde nur Sandsteinkeuper ausgewiesen.

### Andere Belege
1. 1 2  Wolf-Dieter Sick: Geographische Landesaufnahme: Die naturräumlichen Einheiten auf Blatt 162 Rothenburg o. d. Tauber. Bundesanstalt für Landeskunde, Bad Godesberg 1962. → Online-Karte (PDF; 4,7 MB)
2. 1 2  Franz Tichy: Geographische Landesaufnahme: Die naturräumlichen Einheiten auf Blatt 163 Nürnberg. Bundesanstalt für Landeskunde, Bad Godesberg 1973. → Online-Karte (PDF; 4,0 MB)
3. ↑  Hansjörg Dongus: Geographische Landesaufnahme: Die naturräumlichen Einheiten auf Blatt 171 Göppingen. Bundesanstalt für Landeskunde, Bad Godesberg 1961. → Online-Karte (PDF; 4,3 MB)
4. ↑  Ralph Jätzold: Geographische Landesaufnahme: Die naturräumlichen Einheiten auf Blatt 172 Nördlingen. Bundesanstalt für Landeskunde, Bad Godesberg 1962. → Online-Karte (PDF; 3,9 MB)
5. ↑  Geologie im überwiegenden württembergischen Teil des Einzugsgebietes nach den Layern zu Geologische Karte 1:50.000 auf: Mapserver des Landesamtes für Geologie, Rohstoffe und Bergbau (LGRB) (Hinweise)
6. ↑  Website der RiesWasserVersorgung (Memento des Originals vom 13. März 2014 im Internet Archive)  Info: Der Archivlink wurde automatisch eingesetzt und noch nicht geprüft. Bitte prüfe Original- und Archivlink gemäß Anleitung und entferne dann diesen Hinweis. zur Herkunft ihres Trinkwassers.
7. ↑  Zweckverband RiesWasserVersorgung, Eingangsseite.
8. ↑  Betriebsbericht 2007 der RiesWasserVersorgung (PDF). Die dort genannten sekündlichen Entnahmen passen nicht zur Jahresgesamtentnahme, welche mutmaßlich die wirklich gemessene Größe ist (Zählerablesung o. Ä.), weshalb die hier genannte mittlere Entnahme pro Sekunde daraus neu berechnet wurde.